# Список глав правительства Сербии
Список глав правительства Сербии включает руководителей правительств Сербии, начиная с повстанческих правительств XIX века, независимо от исторического наименования должности руководителя правительства и степени независимости государства в этот период.
В настоящее время правительство возглавляет Председатель правительства Республики Сербии (серб. Председник Владе Републике Србије), являющийся руководителем исполнительной власти страны. Глава партии, набравшей большинство голосов на парламентских выборах, становится главным претендентом на этот пост. Назначение на пост производится Президентом Сербии после голосования по кандидатуре (и кандидатурам членов всего кабинета) в Народной скупщине, которой кандидат представляет свою программу действий. Председатель управляет деятельностью правительства и осуществляет её координацию, представляет кабинет на международной арене. На протяжении срока полномочий он обладает неприкосновенностью; может быть отрешён от должности путём объявления вотума недоверия правительству.
Использованная в первом столбце таблиц нумерация является условной; также условным является использование в первом столбце цветовой заливки, служащей для упрощения восприятия принадлежности лиц к различным политическим силам без необходимости обращения к столбцу, отражающему партийную принадлежность. Наряду с партийной принадлежностью, в столбце «Партия» также отражён внепартийный (независимый) статус персоналий. Отражена принадлежность только к организованным политическим партиям и коалициям; принадлежность к неформальным политическим группам, таким как «либералы» (до создания Либеральной партии в 1881 году) (серб. либерали), не отражена, и политики указаны как независимые. В столбце «Выборы» отражены состоявшиеся выборные процедуры; поскольку в Княжестве Сербии и Королевстве Сербии формирование правительства конституционно не зависело от парламента, проходившие тогда парламентские выборы (как не связанные непосредственно с процедурой назначения кабинета) отражены в периоде работы правительства в соответствии с датой их проведения (при этом столбец не заполняется, если в период работы правительства выборы не проводились). Для удобства список разделён на принятые в историографии периоды истории страны. Приведённые в преамбулах к каждому из разделов описания этих периодов призваны пояснить особенности политической жизни.
До 18 января (1 февраля) 1919 года, когда Королевство Сербов, Хорватов и Словенцев перешло на григорианский календарь, также приведены юлианские даты. Сербские имена персоналий последовательно приведены на вуковице (кириллическом алфавите), принятом в современной Сербии.

## Сербская революция (1804—1839)

Знамя восстания

Сербской революцией (серб. Српска револуција) (впервые этот термин употребил Леопольд фон Ранке в своей книге «Die Serbische Revolution», опубликованной в 1829 году) обычно называют периоды Первого сербского восстания (1804—1813 годы), Восстания Хаджи Продана (1814 год), Второго сербского восстания (1815 год) и последующий период постепенного признания сербского государства и его конституционного устройства. В это время были основаны обе сербские княжеские (позже королевские) династии Карагеоргиевичей и Обреновичей и учреждены первые сербские правительственные учреждения.

### Первое сербское восстание (1804—1813)

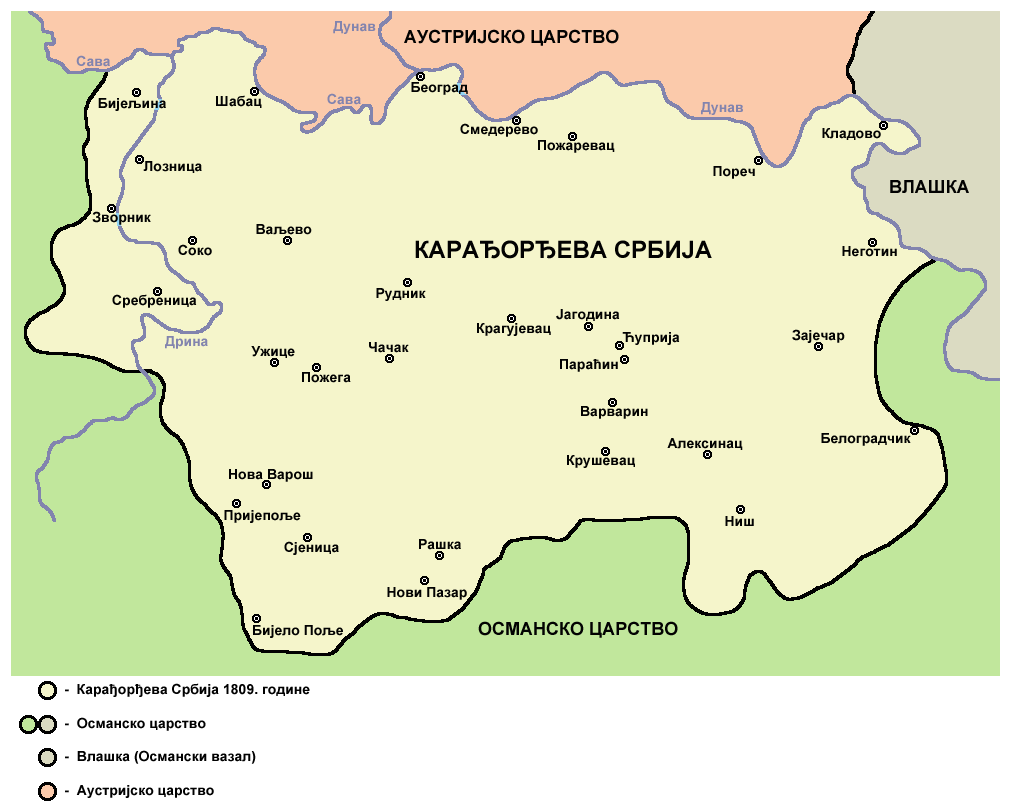
Сербия карагеоргиева (1809)

Первое сербское восстание (серб. Први српски устанак) — национально-освободительное восстание сербского народа под руководством Георгия Пе́тровича (Карагеоргия) против османского владычества. Восстание началось в феврале 1804 года в Белградском пашалыке. Первоначальный успех был на стороне восставших, и в Бухарестский мирный договор 1812 года был включён пункт, обязывающий Порту предоставить Сербии внутреннее самоуправление, но в 1813 году Османская империя, разгромив сербские войска, восстановила власть султана.
3 (15) августа 1805 года собравшаяся в селе Борак Скупщина учредила правительственный совет (серб. Правитељствујушчи совјет сербски), что было вызвано необходимостью решать сложные вопросы военного и внешнеполитического характера. Первым председателем совета (серб. Председник Правитељствујушчег совјета) стал православный священник (серб. прота) Матфей Ненадович.
После освобождения Смедерева (1806 год) Совет переехал туда, а после освобождения Белграда (1807 год) — в него, где работал до 9 (21) сентября 1813 года, когда после военного поражения лидеры восстания, включая «вождя сербов» Карагеоргия, ставшего и последним председателем Совета, бежали в Австрию.
|        | Портрет | Имя (годы жизни)                                                 | Полномочия председателя Правительственного совета | Полномочия председателя Правительственного совета | Пр.                  |
| Начало | Портрет | Имя (годы жизни)                                                 | Окончание                                         |                                                   | Пр.                  |
| ------ | ------- | ---------------------------------------------------------------- | ------------------------------------------------- | ------------------------------------------------- | -------------------- |
| 1      |         | Матфей Ненадович (1777—1854) серб. Матеја Ненадовић              | 15 (27) августа 1805                              | январь 1807                                       | [ 7 ] [ 8 ] [ 9 ]    |
| 2      |         | Младен Милованович (1760—1823) серб. Младен Миловановић          | январь 1807                                       | январь 1810                                       | [ 10 ] [ 11 ] [ 12 ] |
| 3      |         | князь Яков Ненадович (1765—1836) серб. Јаков Ненадовић           | январь 1810                                       | 29 декабря 1810 (10 января 1811)                  | [ 13 ] [ 14 ] [ 15 ] |
| 4      |         | Георгий Пе́трович (Карагеоригий) (1768—1817) серб. Ђорђе Петровић | 29 декабря 1810 (10 января 1811)                  | 9 (21) сентября 1813                              | [ 16 ] [ 17 ] [ 18 ] |

### Второе сербское восстание (1815)
11 (23) апреля 1815 года, на Вербное воскресенье, перед церковью села Таково состоялось собрание представителей сербских нахий, на котором было решено начать восстание против турецкой администрации; вождём восстания был избран Милош Обренович, один из немногих не эмигрировавших лидеров первого восстания. Вооружённая борьба была дополнена значительными дипломатическими усилиями восставших. В итоге, 13 (25) октября 1815 года было заключено устное соглашение Милоша Обреновича с визирем Белградского пашалыка Марашли Али-пашой о разделе власти на территории пашалыка. Основным содержанием этого соглашения было создание двух одновременно существующих администраций — сербской и османской. Все православные сербы, проживающие на территории пашалыка, переходили под юрисдикцию Милоша Обреновича, а все мусульмане оставались в юрисдикции визиря.

### Княжество Сербия под совместным управлением (1815—1830)

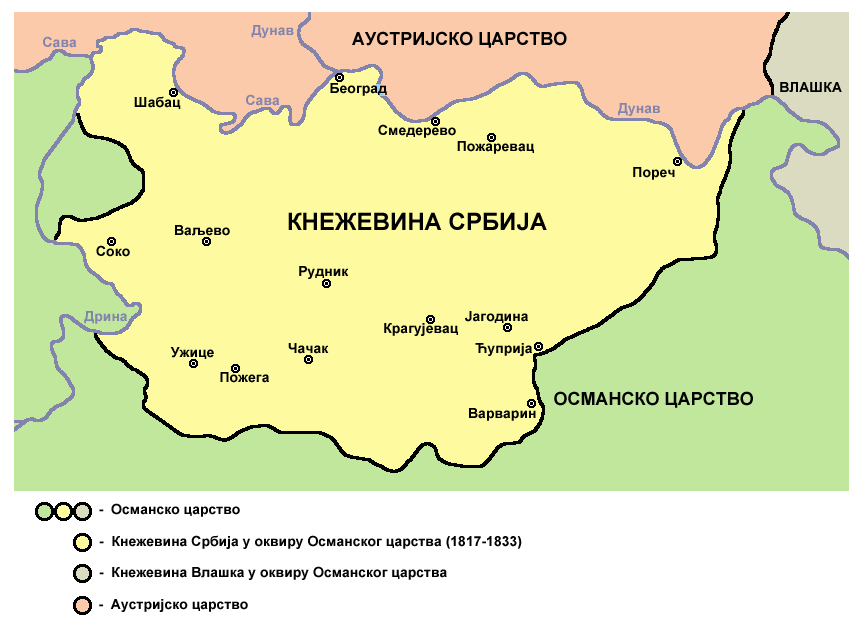
Княжество Сербия (1817)

В 1816—1820 годы предоставленные сербам права были расширены и подтверждены фирманами султана (среди прочего это были самостоятельный сбор хараджа и других налогов, установление твёрдых таможенных сборов и права свободной торговли сербов на территории империи). Милош Обренович был назначен «верховным князем» (серб. врховни кнез), его полномочия при этом мало чем отличались от полномочий паши, в том числе потому, что его избрание в последующем подтверждалось бератом султана. Наконец, 9 (21) ноября 1815 года была создана Народная канцелярия (серб. Народне канцеларије) как высший орган сербского административного и судебного самоуправления. 27 октября (6 ноября) 1817 года на прошедшей в Крагуеваце скупщине было подтверждено право Милоша Обреновича передать власть по наследству. Фактически на территории Белградского пашалыка оформилось Княжество Сербия (серб. Кнежевина Србија) со своей монархической и административной системой власти, существовавшее параллельно с системой османского управления. В 1826 году последний османский гарнизон был выведен из Белградской крепости под условием сохранения над нею османского знамени. Позже тремя Хатт-и Шарифами султана Махмуда II 1829-го, 1830-го и 1833-го годов достигнутая де-факто автономия княжества сначала была подтверждена, а затем значительно расширена и оформлена законодательно, превратив его в вассальное от империи государство.
Это являлось дипломатическим успехом Российской империи, поскольку во многом было следствием заключённых ею по итогам войн с Османской империй Бухарестского договора (1812 год), подтвердившей его Аккерманской конвенции (1826 год) и Адрианопольского договора (1829 год).
|                                        | Портрет | Имя (годы жизни)                                         | Полномочия председателей Народной канцелярии | Полномочия председателей Народной канцелярии | Пр.                  |
| Начало                                 | Портрет | Имя (годы жизни)                                         | Окончание                                    |                                              | Пр.                  |
| -------------------------------------- | ------- | -------------------------------------------------------- | -------------------------------------------- | -------------------------------------------- | -------------------- |
| 5                                      |         | Петар Николаевич (1775—1816) серб. Петар Николајевић     | 9 (21) ноября 1815                           | 4 (16) мая 1816                              | [ 32 ] [ 33 ]        |
| Должность вакантна с 1816 по 1821 годы |         |                                                          |                                              |                                              |                      |
| 6                                      |         | Еврем Обренович (1790—1856) серб. Јеврем Обреновић       | 1821                                         | 10 (22) января 1826                          | [ 34 ] [ 35 ]        |
| 7                                      |         | Милое Тодорович (1762—1832) серб. Милоје Тодоровић       | 1826                                         | 1826                                         | [ 36 ] [ 37 ]        |
| 8                                      |         | Димитрие Давидович (1789—1838) серб. Димитрије Давидовић | 1826                                         | 1829                                         | [ 38 ] [ 39 ] [ 40 ] |

### Конституционное развитие Княжества Сербии (1830—1839)
Хатт-и Шариф 1830 года султана Махмуда II был зачитан на Великой народной скупщине в Белграде 1 (13) декабря 1830 года на сербском языке (накануне — на турецком). В частности, им устанавливалось, что Порта не будет вмешиваться во внутреннее управление Сербии, сербам даровалось право избирать епископов и митрополитов из своей среды, чем обеспечивалась независимость сербской церкви от константинопольского патриарха. Милошу Обреновичу бератом султана был подтверждён титул князя Сербии с правом наследования. На князя возлагалась законодательная власть, а исполнительная должна была быть разделена между ним и Советом, члены которого пожизненно назначаются князем (при отсутствии их вины против Порты или закона). Князь получил право на воинский отряд для поддержания порядка в стране. Хатт-и Шариф 1833 года установил границы княжества, согласованные российско-османской комиссией, и продлил до 5 лет срок для выезда турок из Сербии.

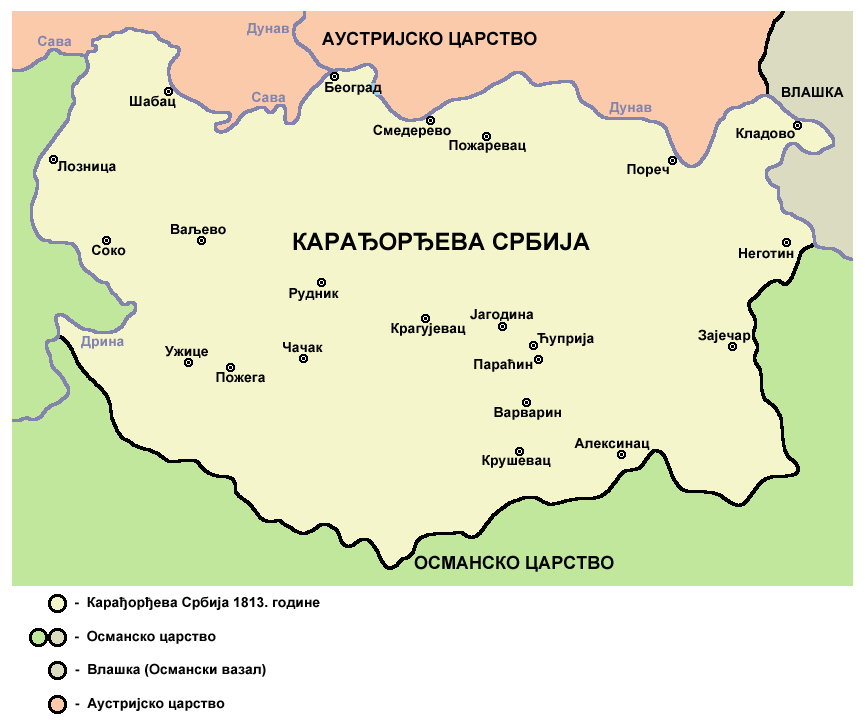
Княжество Сербия (1833)

Несмотря на то, что власть князя была ограничена наличием совещательных органов — скупщины и Совета — однако порядок их формирования и работы, а также объём их полномочий ничем не регулировались, поэтому их функционирование полностью зависело от воли монарха. Так, только в феврале 1834 года было принято решение о формировании Совещания попечителей (серб. Размотрилиште попечитељства) как органа исполнительной власти, при этом в нём не было главы или иной фигуры, которая могла бы стать его главой. Кроме того, обязанности попечителей и попечительств не были чётко установлены.
|        | Портрет | Имя (годы жизни)                                         | Полномочия членов Совещания попечителей | Полномочия членов Совещания попечителей | Должность | Пр.                  |
| Начало | Портрет | Имя (годы жизни)                                         | Окончание                               |                                         | Должность | Пр.                  |
| ------ | ------- | -------------------------------------------------------- | --------------------------------------- | --------------------------------------- | --- | -------------------- |
| —      |         | Лазар Теодорович (1771—1846) серб. Лазар Теодоровић      | 28 марта (8 апреля) 1834                | 3 (15) февраля 1835                     | попечитель правосудия и просвещения, цензор сербских газет серб. попечитељ правосудија и просвештенија и цензор наши сербски новина с середины 1834 года — попечитель правосудия серб. попечитељ правосудија | [ 42 ] [ 43 ]        |
| —      |         | Джёрдже Протич (1793—1857) серб. Ђорђе Протић            | 11 (23) апреля 1834                     | 3 (15) февраля 1835                     | попечитель внутренних дел серб. попечитељ внутрени дјела | [ 44 ]               |
| —      |         | Никола Маркович (1795—1836) серб. Никола Марковић        | 24 апреля (5 мая) 1834                  | 3 (15) февраля 1835                     | попечитель финансов серб. попечитељ финансија | [ 45 ] [ 46 ]        |
| —      |         | Тома Вучич Перишич (1788—1859) серб. Тома Вучић Перишић  | 6 (14) июня 1834                        | 3 (15) февраля 1835                     | попечитель военных дел серб. попечитељ војени дјела | [ 47 ] [ 48 ] [ 49 ] |
| —      |         | Димитрие Давидович (1789—1838) серб. Димитрије Давидовић | 8 (20) июня 1834                        | 3 (15) февраля 1835                     | попечитель иностранных дел серб. попечитељ инострани дјела с середины 1834 года — попечитель иностранных дел и просвещения серб. иностраних дела и просвештенија                                             | [ 38 ] [ 39 ] [ 46 ] |

В начале 1835 года под давлением политической группировки уставобранителей («защитников конституции») князь созвал скупщину, которая 2 (14) февраля 1835 года приняла разработанную секретарём князя Димитрием Давидовичем первую сербскую конституцию — Органический устав. Поскольку по церковному календарю на этот день приходился праздник Сретения, он получила неофициальное название «Сретенский устав». В соответствии с ним система органов власти помимо княза состояла из Народной скупщины, созываемой ежегодно, Государственного совета из 17 членов, пожизненно назначаемых князем, и министерства из 6 членов, назначаемых князем, но ответственных перед Государственным советом. Однако уже 5 (17) марта 1835 года Сретенский устав был отменён. 3 (15) февраля 1835 года Совещание попечителей было распущено и заменено Законоисполнительной частью Государственного совета (серб. Законоизвршителна част Државног совјета), которую возглавил председатель Государственного совета. Этот орган проработал до 14 (26) февраля 1839 года, когда система государственного управления была изменена новой конституцией.
|        | Портрет | Имя (годы жизни)                                      | Полномочия председателей Государственного совета и его Законоисполнительной части | Полномочия председателей Государственного совета и его Законоисполнительной части | Пр.           |
| Начало | Портрет | Имя (годы жизни)                                      | Окончание                                                                         |                                                                                   | Пр.           |
| ------ | ------- | ----------------------------------------------------- | --------------------------------------------------------------------------------- | --------------------------------------------------------------------------------- | ------------- |
| 9      |         | Никола Маркович (1795—1836) серб. Никола Марковић     | 3 (15) февраля 1835                                                               | 14 (28) марта 1836                                                                | [ 45 ] [ 46 ] |
| 10     |         | Стефан Стефанович (1797—1865) серб. Стефан Стефановић | 14 (28) марта 1836                                                                | 14 (26) февраля 1839                                                              | [ 54 ]        |

## Княжество Сербия (1839—1882)
12 (24) декабря 1838 года под давлением уставобранителей султан Махмуд II подписал Хатт-и Шариф, которым октроировал Сербии новую конституцию (названную «Турецкий устав»), в которую вошли многие положения Сретенского устава 1835 года. Исполнительная власть делилась между тремя попечителями (внутренних дел, финансов и правосудия), — один из которых становился представителем князя (или княжеским уполномоченным, серб. Представник књажески) и фактическим главой правительства, — назначаемыми князем, но ответственными перед Советом. В дальнейшем их число было увеличено, изначально с появлением попечителя иностранных дел; позже попечители стали называться министрами и образовали кабинет во главе с председателем (серб. Председник Министарског савета). Скупщина не предусматривалась, законодательная власть вручалась Совету из 17 членов, назначаемых князем и смещаемых только если «будет доказано перед Портой, что они нарушили закон страны». Как и с нормами устава в отношении попечителей, сербские власти вольно обращались с другими установленными уставом нормами: 25 мая (7 июня) 1858 года заново была созвана скупщина, но не как всенародный сход, а как выборный парламент, которым 31 мая (11 июня) 1858 года был принят закон о скупщине, по которому она превратилась в постоянно действующий выборный законодательный орган; в сентябре 1859 года был принят закон о престолонаследии, по которому княжеское достоинство устанавливалось наследственным в роде Обреновичей (в уставе вопрос наследования не был отражён); также был принят закон о порядке формирования Совета не по назначению князя, а кооптацией, а абсолютное вето князя на решения Совета заменено суспензивным (когда в случае повторного принятия Советом законопроект становится законом, несмотря на несогласие князя).
17 (29) июня 1869 года регентский совет при несовершеннолетнем князе Милане Обреновиче IV провёл через скупщину разработанный ещё в 1868 году проект новой конституции — «Устав княжества Сербия» (называемый «Наместнический устав», от серб. Намесништво — регентство), который стал первой конституцией, принятой суверенными сербскими органами власти и не нуждавшейся в легитимации со стороны османского султана. Исполнительная власть вверялась князю, который ни перед кем не отвечал и управлял при содействии министерского совета из 8 министров, назначаемых и смещаемых им самим, не ответственных перед скупщиной, но обязанных отвечать на предъявляемые им в скупщине запросы. Скупщина, избираемая на три года, делила с князем законодательную власть и вотировала бюджет. Государственный совет, назначаемый князем, разрабатывал проекты законов и контролировал исполнение бюджета.

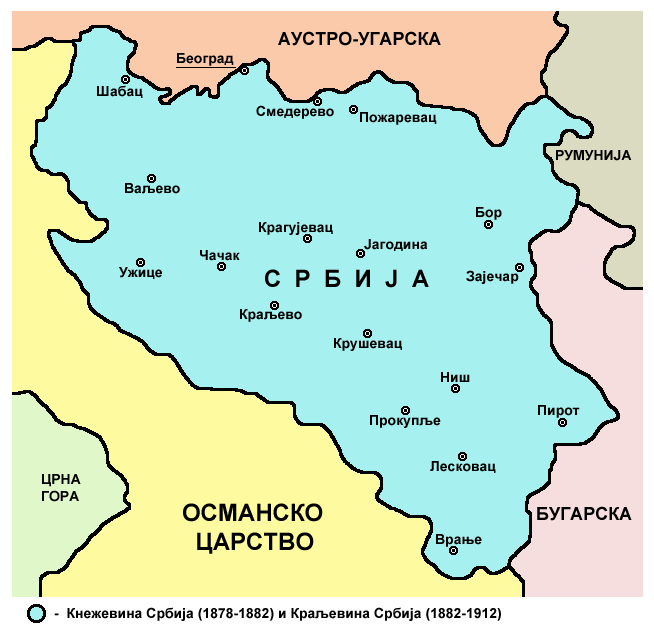
Княжество Сербия (1878)

Независимость Сербии и её границы были окончательно признаны подписанным 1 (13) июля 1878 года Берлинским трактатом (статьи XXXIV—ХLII, ратифицирован 22 июля (3 августа) 1878 года).
22 февраля (6 марта) 1882 года на 39-м заседании Народной скущины был принят Закон о провозглашении Королевства Сербия (серб. Краљевина Србија). Князь Милан Обренович IV был объявлен преемником средневековых королей Сербии под именем Милан I.
Выборные процедуры отражены в периоде работы правительства в соответствии с датой их проведения (при этом столбец не заполняется, если в период работы правительства выборы не проводились).
|                                   | Портрет                       | Имя (годы жизни)                                                         | Полномочия                    | Полномочия                   | Партия      | Выборы                        | Кабинет              | Пр.                  |
| Начало                            | Портрет                       | Имя (годы жизни)                                                         | Окончание                     |                              | Партия      | Выборы                        | Кабинет              | Пр.                  |
| --------------------------------- | ----------------------------- | ------------------------------------------------------------------------ | ----------------------------- | ---------------------------- | ----------- | ----------------------------- | -------------------- | -------------------- |
| Представители князя               |                               |                                                                          |                               |                              |             |                               |                      |                      |
| 11 (I)                            |                               | Аврам Петрониевич (1791—1852) серб. Аврам Петронијевић                   | 14 (26) февраля 1839          | 26 апреля (8 мая) 1840       | независимый |                               | Петрониевич (I)      | [ 40 ] [ 61 ] [ 62 ] |
| и. о.                             |                               | Паун Янкович (1808—1865) серб. Паун Јанковић                             | 26 апреля (8 мая) 1840        | 3 (15) мая 1840              | независимый | [ 63 ] [ 64 ]                 | Петрониевич (I)      |                      |
| и. о.                             |                               | Джёрдже Протич (1793—1857) серб. Ђорђе Протић                            | 3 (15) мая 1840               | 12 (24) июня 1840            | независимый | Протич                        | [ 40 ] [ 44 ]        |                      |
| 12                                | 12 (24) июня 1840             | Джёрдже Протич (1793—1857) серб. Ђорђе Протић                            | 28 августа (8 сентября) 1842  |                              | независимый | Протич                        | [ 40 ] [ 44 ]        |                      |
| 11 (II—III)                       |                               | Аврам Петрониевич (1791—1852) серб. Аврам Петронијевић                   | 28 августа (8 сентября) 1842  | 26 октября (7 ноября) 1842   | независимый | Петрониевич (II)              | [ 40 ] [ 61 ] [ 62 ] |                      |
| 11 (II—III)                       | 26 октября (7 ноября) 1842    | Аврам Петрониевич (1791—1852) серб. Аврам Петронијевић                   | 8 (20) июня 1843              | Петрониевич (III)            | независимый |                               | [ 40 ] [ 61 ] [ 62 ] |                      |
| и. о.                             |                               | Алекса Янкович (1806—1869) серб. Алекса Јанковић                         | 8 (20) июня 1843              | Петрониевич (III)            | независимый | 24 сентября (6 октября) 1843  | [ 40 ] [ 65 ] [ 66 ] |                      |
| и. о.                             | 24 сентября (6 октября) 1843  | Алекса Янкович (1806—1869) серб. Алекса Јанковић                         | 5 (17) ноября 1843            | Симич (I)                    | независимый |                               | [ 40 ] [ 65 ] [ 66 ] |                      |
| 13 (I)                            |                               | Алекса Симич (1791—1872) серб. Алекса Симић                              | 5 (17) ноября 1843            | Симич (I)                    | независимый | 29 сентября (11 октября) 1844 | [ 40 ] [ 67 ]        |                      |
| 11 (IV)                           |                               | Аврам Петрониевич (1791—1852) серб. Аврам Петронијевић                   | 29 сентября (11 октября) 1844 | 10 (22) апреля 1852          | независимый | Петрониевич (IV)              | [ 40 ] [ 61 ] [ 62 ] |                      |
| и. о.                             |                               | Алекса Янкович (1806—1869) серб. Алекса Јанковић                         | 10 (22) апреля 1852           | 13 (25) сентября 1852        | независимый | Петрониевич (IV)              | [ 40 ] [ 65 ] [ 66 ] |                      |
| 14 (I)                            |                               | Илия Гарашанин (1812—1874) серб. Илија Гарашанин                         | 13 (25) сентября 1852         | 14 (26) марта 1853           | независимый | Гарашанин (I)                 | [ 68 ] [ 69 ] [ 70 ] |                      |
| 13 (II)                           |                               | Алекса Симич (1800—1872) серб. Алекса Симић                              | 14 (26) марта 1853            | 16 (28) декабря 1855         | независимый | Симич (II)                    | [ 40 ] [ 67 ]        |                      |
| 15                                |                               | Алекса Янкович (1806—1869) серб. Алекса Јанковић                         | 16 (28) декабря 1855          | 29 мая (10 июня) 1856        | независимый | Янкович                       | [ 40 ] [ 65 ] [ 66 ] |                      |
| и. о.                             |                               | Стефан Маркович (1804—1864) серб. Стефан Марковић                        | 29 мая (10 июня) 1856         | 14 (28) сентября 1856        | независимый | Маркович (I)                  | [ 40 ] [ 46 ]        |                      |
| 13 (III)                          |                               | Алекса Симич (1791—1872) серб. Алекса Симић                              | 14 (28) сентября 1856         | 19 июня (1 июля) 1857        | независимый | Симич (III)                   | [ 40 ] [ 67 ]        |                      |
| 16                                |                               | Стефан Маркович (1804—1864) серб. Стефан Марковић                        | 19 июня (1 июля) 1857         | 31 марта (12 апреля) 1858    | независимый | Маркович (II)                 | [ 40 ] [ 46 ]        |                      |
| 17                                |                               | Стеван Магазинович (1804—1864) серб. Стеван Магазиновић                  | 31 марта (12 апреля) 1858     | 6 (18) апреля 1859           | независимый | 1858                          | Магазинович          | [ 71 ] [ 72 ]        |
| 18                                |                               | Цветко Райович (1793—1873) серб. Цветко Рајовић                          | 6 (18) апреля 1859            | 27 октября (8 ноября) 1860   | независимый | 1859                          | Райович              | [ 40 ] [ 73 ]        |
| 19                                |                               | Филип Христич (1819—1905) серб. Филип Христић                            | 27 октября (8 ноября) 1860    | 9 (21) октября 1861          | независимый | 1861                          | Ф. Христич           | [ 40 ]               |
| 14 (II)                           |                               | Илия Гарашанин (1812—1874) серб. Илија Гарашанин                         | 9 (21) октября 1861           | 10 (22) марта 1862           | независимый |                               | Гарашанин (II)       | [ 68 ] [ 69 ] [ 70 ] |
| Председатели министерского совета |                               |                                                                          |                               |                              |             |                               |                      |                      |
| 14 (II)                           |                               | Илия Гарашанин (1812—1874) серб. Илија Гарашанин                         | 10 (22) марта 1862            | 3 (15) ноября 1867           | независимый | 1864 1867                     | Гарашанин (II)       | [ 68 ] [ 69 ] [ 70 ] |
| и. о.                             |                               | Йован Ристич (1831—1899) серб. Јован Ристић                              | 3 (15) ноября 1867            | 22 ноября (4 декабря) 1867   | независимый |                               | Гарашанин (II)       | [ 40 ] [ 74 ]        |
| 20 (I)                            |                               | Никола Христич (1818—1911) серб. Никола Христић                          | 22 ноября (4 декабря) 1867    | 21 июня (3 июля) 1868        | независимый | Н. Христич (I)                | [ 75 ]               |                      |
| 21                                |                               | Джёрдже Ценич (1825—1903) серб. Ђорђе Ценић                              | 21 июня (3 июля) 1868         | 17 (29) июля 1869            | независимый | 1868 1869                     | Ценич                | [ 76 ] [ 77 ]        |
| 22                                |                               | Радивое Милойкович (1832—1888) серб. Радивоје Милојковић                 | 17 (29) июля 1869             | 10 (22) августа 1872         | независимый | 1870 1871                     | Милойкович           | [ 46 ]               |
| 23                                |                               | Миливое Петрович Блазнавац (1824—1873) серб. Миливоје Петровић Блазнавац | 10 (22) августа 1872          | 24 марта (5 апреля) 1873     | независимый |                               | Блазнавец            | [ 78 ] [ 79 ]        |
| и. о.                             |                               | Йован Ристич (1831—1899) серб. Јован Ристић                              | 24 марта (5 апреля) 1873      | 2 (14) апреля 1873           | независимый | [ 40 ] [ 74 ]                 | Блазнавец            |                      |
| 24 (I)                            | 2 (14) апреля 1873            | Йован Ристич (1831—1899) серб. Јован Ристић                              | 22 октября (3 ноября) 1873    | Ристич (I)                   | независимый | [ 40 ] [ 74 ]                 |                      |                      |
| 25                                |                               | Йован Маринович (1821—1893) серб. Јован Мариновић                        | 22 октября (3 ноября) 1873    | 25 ноября (7 декабря) 1874   | независимый | 1874                          | Блазнавец            | [ 46 ] [ 80 ]        |
| 26                                |                               | Ачим Чумич (1836—1901) серб. Аћим Чумић                                  | 25 ноября (7 декабря) 1874    | 21 января (3 февраля) 1875   | независимый |                               | Чумич                | [ 81 ] [ 82 ]        |
| 27                                |                               | Данило Стефанович (1815—1886) серб. Данило Стефановић                    | 21 января (3 февраля) 1875    | 19 (31) августа 1875         | независимый | 1875                          | Стефанович           | [ 83 ]               |
| 28 (I)                            |                               | Стевча Михайлович (1804—1888) серб. Стевча Михаиловић                    | 19 (31) августа 1875          | 26 сентября (8 октября) 1875 | независимый |                               | Михаилович (I)       | [ 46 ]               |
| 29                                |                               | Любомир Калевич (1841—1907) серб. Љубомир Каљевић                        | 26 сентября (8 октября) 1875  | 24 апреля (6 мая) 1876       | независимый | Калевич                       | [ 64 ]               |                      |
| 28 (II)                           |                               | Стевча Михаилович (1804—1888) серб. Стевча Михаиловић                    | 24 апреля (6 мая) 1876        | 1 (13) октября 1878          | независимый | 1877                          | Михаилович (II)      | [ 46 ]               |
| 24 (II)                           |                               | Йован Ристич (1831—1899) серб. Јован Ристић                              | 1 (13) октября 1878           | 21 октября (2 ноября) 1880   | независимый | 1878                          | Ристич (II)          | [ 40 ] [ 74 ]        |
| 30                                |                               | Милан Пирочанац (1837—1897) серб. Милан Пироћанац                        | 21 октября (2 ноября) 1880    | 22 февраля (6 марта) 1882    | независимый | 1880                          | Пирочанац            | [ 84 ]               |
|                                   | Сербская прогрессивная партия | Милан Пирочанац (1837—1897) серб. Милан Пироћанац                        | 21 октября (2 ноября) 1880    | 22 февраля (6 марта) 1882    | 1881        |                               | Пирочанац            | [ 84 ]               |

## Королевство Сербия (1882—1918)
22 февраля (6 марта) 1882 года на 39-м заседании Народной скупщины был принят Закон о провозглашении Королевства Сербии (серб. Краљевина Србија). Князь Милан Обренович IV был объявлен преемником средневековых королей Сербии под именем Милан I. Созванная 9 (21) декабря 1888 года королём Миланом I Великая конституционная народная скупщина приняла новую конституцию, признававшую исполнительную власть за королём, правящим при содействии ответственных перед скупщиной министров, возглавляемых председателем министерского совета; законодательная власть и вотирование бюджета были предоставлены однопалатному парламенту, избираемому непосредственно всеми налогоплательщиками. Входящие в министерский совет лица назначались королём по списку, представленному скупщиной, а увольнялись королём по его желанию либо после новых выборов в скупщину.
Вступивший на престол в 1889 году после отречения отца в 13 лет Александр I Обренович 2 (14) апреля 1893 года распустил регентский совет и провозгласил себя совершеннолетним. Своей прокламацией от 9 (21) мая 1894 года он отменил конституцию 1888 года и восстановил действие «Наместнического устава» 1869 года, а 25 марта (6 апреля) 1901 года октроировал новую конституцию, по которой исполнительной властью обладал король, имеющий права назначения и смещения министров, включая председателя Министерского совета. Вступая в должность, министры приносили королю клятву на верность, при этом они не освобождались от ответственности за свои действия, даже если совершали их с письменного или устного его указания.
В ночь на 29 мая (11 июня) 1903 года король Александр I Обренович и королева Драга были застрелены офицерами-заговорщиками. 24 мая (5 июня) 1903 года скупщиной и сенатом была принята новая конституция (во многом повторявшая Конституцию 1888 года), 2 (15) июня 1903 года королём единогласно был избран принц Петар Караджорджевич (Карагеоргиевич).
С 27 сентября (9 октября) 1915 года по 20 октября (1 ноября) 1918 года Сербия была оккупирована Австро-Венгрией и Болгарией (освобождение территории началось в начале октября 1917 года); в период оккупации король и правительство находились на греческом острове Корфу, где 7 (20) июля 1917 года главой сербского правительства Николой Пашичем и председателем лондонского Югославянского комитета Анте Трумбичем была подписана декларация об объединении по окончании мировой войны Сербии и югославянских земель Австро-Венгрии в единое государство — «Королевство сербов, хорватов и словенцев» под эгидой сербской династии Карагеоргиевичей. 29 июля (11 августа) 1917 года к соглашению присоединился парижский Черногорский комитет национального объединения. 20 ноября (1 декабря) 1918 года Королевство Сербов, Хорватов и Словенцев (с 1929 года — Королевство Югославия) было провозглашено.
Выборные процедуры отражены в периоде работы правительства в соответствии с датой их проведения (при этом столбец не заполняется, если в период работы правительства выборы не проводились).
|               | Портрет                    | Имя (годы жизни)                                                                                                   | Полномочия                    | Полномочия                                                                                                | Партия                         | Выборы                  | Кабинет                 | Пр.                     |
| Начало        | Портрет                    | Имя (годы жизни)                                                                                                   | Окончание                     | | Партия                         | Выборы                  | Кабинет                 | Пр.                     |
| ------------- | -------------------------- | --- | ----------------------------- | --- | ------------------------------ | ----------------------- | ----------------------- | ----------------------- |
| 30            |                            | Милан Пирочанац (1837—1897) серб. Милан Пироћанац                                                                  | 22 февраля (6 марта) 1882     | 21 сентября (3 октября) 1883                                                                              | Сербская прогрессивная партия  | 15 мая 1882 31 мая 1882 | Пирочанац               | [ 84 ]                  |
| 20 (II)       |                            | Никола Христич (1818—1911) серб. Никола Христић                                                                    | 21 сентября (3 октября) 1883  | 7 (19) февраля 1884                                                                                       | Консервативная партия          | 1883                    | Н. Христич (II)         | [ 75 ]                  |
| 31 (I—III)    |                            | Милутин Гарашанин (1843—1898) серб. Милутин Гарашанин                                                              | 7 (19) февраля 1884           | 2 (14) мая 1885                                                                                           | Сербская прогрессивная партия  | 1884                    | Гарашанин (I)           | [ 49 ] [ 93 ] [ 94 ]    |
| 31 (I—III)    | 2 (14) мая 1885            | Милутин Гарашанин (1843—1898) серб. Милутин Гарашанин                                                              | 23 марта (4 апреля) 1886      | | Сербская прогрессивная партия  | Гарашанин (II)          |                         | [ 49 ] [ 93 ] [ 94 ]    |
| 31 (I—III)    | 23 марта (4 апреля) 1886   | Милутин Гарашанин (1843—1898) серб. Милутин Гарашанин                                                              | 1 (13) июня 1887              | 1886 | Сербская прогрессивная партия  | Гарашанин (III)         |                         | [ 49 ] [ 93 ] [ 94 ]    |
| 24 (III)      |                            | Йован Ристич (1831—1899) серб. Јован Ристић                                                                        | 1 (13) июня 1887              | 19 (31) декабря 1887                                                                                      | Либеральная партия             | 1887 11 декабря 1887    | Ристич (III)            | [ 40 ] [ 74 ]           |
| 32 (I)        |                            | Сава Груич (1840—1913) серб. Сава Грујић                                                                           | 19 (31) декабря 1887          | 14 (26) апреля 1888                                                                                       | Народная радикальная партия    | февраль 1888            | Груич (I)               | [ 49 ] [ 95 ] [ 96 ]    |
| 20 (III)      |                            | Никола Христич (1818—1911) серб. Никола Христић                                                                    | 14 (26) апреля 1888           | 22 февраля (6 марта) 1889                                                                                 | Консервативная партия          | 1888                    | Н. Христич (III)        | [ 75 ]                  |
| 33            |                            | генерал Коста Протич (1831—1892) серб. Коста Протић                                                                | 22 февраля (6 марта) 1889     | 27 февраля (7 марта) 1889                                                                                 | независимый                    |                         | Протич                  | [ 97 ]                  |
| 32 (II—III)   |                            | Сава Груич (1840—1913) серб. Сава Грујић                                                                           | 27 февраля (7 марта) 1889     | 6 (18) марта 1890                                                                                         | Народная радикальная партия    | 1889                    | Груич (II)              | [ 49 ] [ 95 ] [ 96 ]    |
| 32 (II—III)   | 6 (18) марта 1890          | Сава Груич (1840—1913) серб. Сава Грујић                                                                           | 11 (23) февраля 1891          | 1890 | Народная радикальная партия    | Груич (III)             |                         | [ 49 ] [ 95 ] [ 96 ]    |
| 34 (I—II)     |                            | Никола Пашич (1845—1926) серб. Никола Пашић                                                                        | 11 (23) февраля 1891          | 21 марта (2 апреля) 1892                                                                                  | Народная радикальная партия    |                         | Пашич (I)               | [ 98 ] [ 99 ] [ 100 ]   |
| 34 (I—II)     | 21 марта (2 апреля) 1892   | Никола Пашич (1845—1926) серб. Никола Пашић                                                                        | 9 (21) августа 1892           | Пашич (II)                                                                                                | Народная радикальная партия    |                         |                         | [ 98 ] [ 99 ] [ 100 ]   |
| 35 (I)        |                            | Йован Авакумович (1841—1928) серб. Јован Ристић                                                                    | 9 (21) августа 1892           | 1 (13) апреля 1893                                                                                        | Либеральная партия             | февраль 1893            | Авакумович (I)          | [ 78 ] [ 101 ]          |
| 36 (I—II)     |                            | Лазар Докич (1845—1893) серб. Лазар Докић                                                                          | 1 (13) апреля 1893            | 4 (16) июня 1893                                                                                          | Народная радикальная партия    | май 1893                | Докич (I)               | [ 102 ] [ 103 ]         |
| 36 (I—II)     | 4 (16) июня 1893           | Лазар Докич (1845—1893) серб. Лазар Докић                                                                          | 23 ноября (5 декабря) 1893    | | Народная радикальная партия    | Докич (II)              |                         | [ 102 ] [ 103 ]         |
| 32 (IV)       |                            | Сава Груич (1840—1913) серб. Сава Грујић                                                                           | 23 ноября (5 декабря) 1893    | 12 (24) января 1894                                                                                       | Народная радикальная партия    | Груич (IV)              | [ 49 ] [ 95 ] [ 96 ]    |                         |
| 37 (I)        |                            | Джёрдже Симич (1840—1913) серб. Ђорђе Симић                                                                        | 12 (24) января 1894           | 21 марта (2 апреля) 1894                                                                                  | Народная радикальная партия    | Симич (I)               | [ 40 ] [ 104 ]          |                         |
| 38            |                            | Светомир Николаевич (1844—1922) серб. Светомир Николајевић                                                         | 21 марта (2 апреля) 1894      | 13 (27) октября 1894                                                                                      | Народная радикальная партия    | С. Николаевич           | [ 105 ] [ 106 ] [ 107 ] |                         |
| 20 (IV)       |                            | Никола Христич (1818—1911) серб. Никола Христић                                                                    | 13 (27) октября 1894          | 25 июня (7 июля) 1895                                                                                     | Консервативная партия          | 1895                    | Н. Христич (IV)         | [ 75 ]                  |
| 39 (I)        |                            | Стоян Новакович (1842—1915) серб. Стојан Новаковић                                                                 | 25 июня (7 июля) 1895         | 17 (29) декабря 1896                                                                                      | Сербская прогрессивная партия  |                         | Новакович (I)           | [ 105 ] [ 108 ] [ 109 ] |
| 37 (II)       |                            | Джёрдже Симич (1840—1913) серб. Ђорђе Симић                                                                        | 17 (29) декабря 1896          | 11 (23) октября 1897                                                                                      | Народная радикальная партия    | 1897                    | Симич (II)              | [ 40 ] [ 104 ]          |
| 40            |                            | Владан Джёрджевич (1844—1930) серб. Владан Ђорђевић                                                                | 11 (23) октября 1897          | 13 (25) июля 1900                                                                                         | независимый                    | 1898                    | Джёрджевич              | [ 40 ] [ 102 ] [ 110 ]  |
| 41 (I—II)     |                            | Алекса Йованович (1846—1920) серб. Алекса Јовановић                                                                | 13 (25) июля 1900             | 6 (18) февраля 1901                                                                                       | независимый                    |                         | Йованович (I)           | [ 40 ] [ 64 ] [ 111 ]   |
| 41 (I—II)     | 6 (18) февраля 1901        | Алекса Йованович (1846—1920) серб. Алекса Јовановић                                                                | 20 марта (2 апреля) 1901      | Йованович—II                                                                                              | независимый                    |                         |                         | [ 40 ] [ 64 ] [ 111 ]   |
| 42 (I—II)     |                            | Михаило Вуич (1853—1913) серб. Михаило Вујић                                                                       | 20 марта (2 апреля) 1901      | 6 (19) мая 1901                                                                                           | Народная радикальная партия    | Вуич (I)                | [ 49 ] [ 40 ] [ 112 ]   |                         |
| 42 (I—II)     | 6 (19) мая 1901            | Михаило Вуич (1853—1913) серб. Михаило Вујић                                                                       | 7 (20) октября 1902           | 1901 | Народная радикальная партия    | Вуич (II)               | [ 49 ] [ 40 ] [ 112 ]   |                         |
| 43 (I)        |                            | Петар Велимирович (1848—1921) серб. Петар Велимировић                                                              | 7 (20) октября 1902           | 6 (19) ноября 1902                                                                                        | Народная радикальная партия    |                         | Велимировић (I)         | [ 49 ] [ 113 ]          |
| 44 (I—II)     |                            | генерал Димитрие Цинцар-Маркович (1849—1903) серб. Димитрије Цинцар-Марковић                                       | 6 (19) ноября 1902            | 24 марта (6 апреля) 1903                                                                                  | независимый                    | Цинцар-Маркович (I)     | [ 114 ] [ 115 ] [ 116 ] |                         |
| 44 (I—II)     | 24 марта (6 апреля) 1903   | генерал Димитрие Цинцар-Маркович (1849—1903) серб. Димитрије Цинцар-Марковић                                       | 29 мая (11 июня) 1903         | май 1903                                                                                                  | независимый                    | Цинцар-Маркович (II)    | [ 114 ] [ 115 ] [ 116 ] |                         |
| 35 (II—III)   |                            | Йован Авакумович (1841—1928) серб. Јован Ристић                                                                    | 29 мая (11 июня) 1903         | 12 (25) июня 1903                                                                                         | Либеральная партия             |                         | Авакумович (II)         | [ 78 ] [ 101 ]          |
| 35 (II—III)   | 12 (25) июня 1903          | Йован Авакумович (1841—1928) серб. Јован Ристић                                                                    | 21 сентября (4 октября) 1903  | сентябрь 1903                                                                                             | Либеральная партия             | Авакумович (III)        |                         | [ 78 ] [ 101 ]          |
| 32 (V—VI)     |                            | Сава Груич (1840—1913) серб. Сава Грујић                                                                           | 21 сентября (4 октября) 1903  | 26 января (8 февраля) 1904                                                                                | Народная радикальная партия    |                         | Груич (V)               | [ 49 ] [ 95 ] [ 96 ]    |
| 32 (V—VI)     | 26 января (8) февраля 1904 | Сава Груич (1840—1913) серб. Сава Грујић                                                                           | 27 ноября (10) декабря 1904   | Груич (VI)                                                                                                | Народная радикальная партия    |                         |                         | [ 49 ] [ 95 ] [ 96 ]    |
| 34 (III)      |                            | Никола Пашич (1845—1926) серб. Никола Пашић                                                                        | 27 ноября (10 декабря) 1904   | 16 (29) мая 1905                                                                                          | Народная радикальная партия    | Пашич (III)             | [ 98 ] [ 99 ] [ 100 ]   |                         |
| 45 (I—II)     |                            | Любомир Стоянович (1860—1930) серб. Љубомир Стојановић                                                             | 16 (29) мая 1905              | 30 июля (12 августа) 1905                                                                                 | Независимая радикальная партия | 1905                    | Стоянович (I)           | [ 117 ] [ 118 ]         |
| 45 (I—II)     | 30 июля (12 августа) 1905  | Любомир Стоянович (1860—1930) серб. Љубомир Стојановић                                                             | 1 (14) марта 1906             | | Независимая радикальная партия | Стоянович (II)          |                         | [ 117 ] [ 118 ]         |
| 32 (VII)      |                            | Сава Груич (1840—1913) серб. Сава Грујић                                                                           | 1 (14) марта 1906             | 17 (30) апреля 1906                                                                                       | Народная радикальная партия    | Груич (VII)             | [ 49 ] [ 95 ] [ 96 ]    |                         |
| 34 (IV—VI)    |                            | Никола Пашич (1845—1926) серб. Никола Пашић                                                                        | 17 (30) апреля 1906           | 30 мая (12 июня) 1907                                                                                     | Народная радикальная партия    | Пашич (IV)              | [ 98 ] [ 99 ] [ 100 ]   |                         |
| 34 (IV—VI)    | 30 мая (12 июня) 1907      | Никола Пашич (1845—1926) серб. Никола Пашић                                                                        | 30 марта (12 апреля) 1908     | Пашич (V)                                                                                                 | Народная радикальная партия    |                         | [ 98 ] [ 99 ] [ 100 ]   |                         |
| 34 (IV—VI)    | 30 марта (12 апреля) 1908  | Никола Пашич (1845—1926) серб. Никола Пашић                                                                        | 7 (20) июля 1908              | 1908 | Народная радикальная партия    | Пашич (VI)              | [ 98 ] [ 99 ] [ 100 ]   |                         |
| 43 (II)       |                            | Петар Велимирович (1848—1921) серб. Петар Велимировић                                                              | 7 (20) июля 1908              | 6 (24) февраля 1909                                                                                       | Народная радикальная партия    |                         | Велимировић (II)        | [ 49 ] [ 113 ]          |
| 39 (II)       |                            | Стоян Новакович (1842—1915) серб. Стојан Новаковић                                                                 | 6 (24) февраля 1909           | 17 (24) октября 1909                                                                                      | Сербская прогрессивная партия  | Новакович (II)          | [ 105 ] [ 108 ] [ 109 ] |                         |
| 34 (VII)      |                            | Никола Пашич (1845—1926) серб. Никола Пашић                                                                        | 17 (24) октября 1909          | 25 июня (7 июля) 1909                                                                                     | Народная радикальная партия    | Пашич (VII)             | [ 98 ] [ 99 ] [ 100 ]   |                         |
| 46 (I—II)     |                            | Милован Милованович (1863—1912) серб. Милован Миловановић                                                          | 25 июня (7 июля) 1909         | 27 января (9 февраля) 1912                                                                                | Народная радикальная партия    | Милованович (I)         | [ 40 ] [ 119 ] [ 120 ]  |                         |
| 46 (I—II)     | 27 января (9 февраля) 1912 | Милован Милованович (1863—1912) серб. Милован Миловановић                                                          | 18 июня (1 июля) 1912         | 1912 | Народная радикальная партия    | Милованович (II)        | [ 40 ] [ 119 ] [ 120 ]  |                         |
| 47            |                            | Марко Трифкович (1864—1928) серб. Марко Трифковић                                                                  | 18 июня (1 июля) 1912         | 30 августа (12 сентября) 1912                                                                             | Народная радикальная партия    |                         | Трифкович               | [ 121 ]                 |
| 34 (VIII—XII) |                            | Никола Пашич (1845—1926) серб. Никола Пашић (с октября 1915 года по ноябрь 1918 года в эмиграции на острове Корфу) | 30 августа (12 сентября) 1912 | 22 ноября (5 декабря) 1914                                                                                | Народная радикальная партия    | Пашич (VIII)            | [ 98 ] [ 99 ] [ 100 ]   |                         |
| 34 (VIII—XII) | 22 ноября (5 декабря) 1914 | Никола Пашич (1845—1926) серб. Никола Пашић (с октября 1915 года по ноябрь 1918 года в эмиграции на острове Корфу) | 10 (23) июня 1917             | Народная радикальная партия в коалиции с Сербской прогрессивной партией и Независимой радикальной партией | Пашич (IX)                     |                         | [ 98 ] [ 99 ] [ 100 ]   |                         |
| 34 (VIII—XII) | 10 (23) июня 1917          | Никола Пашич (1845—1926) серб. Никола Пашић (с октября 1915 года по ноябрь 1918 года в эмиграции на острове Корфу) | 10 (23) марта 1918            | Народная радикальная партия                                                                               | Пашич (X)                      |                         | [ 98 ] [ 99 ] [ 100 ]   |                         |
| 34 (VIII—XII) | 10 (23) марта 1918         | Никола Пашич (1845—1926) серб. Никола Пашић (с октября 1915 года по ноябрь 1918 года в эмиграции на острове Корфу) | 3 (16) ноября 1918            | Народная радикальная партия                                                                               | Пашич (XI)                     |                         | [ 98 ] [ 99 ] [ 100 ]   |                         |
| 34 (VIII—XII) | 3 (16) ноября 1918         | Никола Пашич (1845—1926) серб. Никола Пашић (с октября 1915 года по ноябрь 1918 года в эмиграции на острове Корфу) | 20 ноября (1 декабря) 1918    | Народная радикальная партия в коалиции с Сербской прогрессивной партией и Независимой радикальной партией | Пашич—XII                      |                         | [ 98 ] [ 99 ] [ 100 ]   |                         |

## Немецкая оккупация (1941—1944)
После быстрой победы Германии и её союзников над Королевством Югославией, последнее было разделено на десяток частей с различным статусом. Сербия (к которой отнесли Центральную Сербию и западную часть Баната) получила статус государства под немецкой военной администрацией (нем. Gebiet des Militärbefehlshabers in Serbien, серб. Подручје Војног заповједника у Србији).
Из числа сербов, сотрудничающих с оккупационными силами, 30 апреля 1941 года был сформирован гражданский комиссариат (серб. Комесарска управа), в состав которого вошли представители Сербской радикальной партии, Демократической партии, Югославской национальной партии и Югославского народного движения «Збор».
После роспуска комиссариата 29 августа 1941 года было образовано «Правительство национального спасения» (серб. Влада националног спаса) во главе с генералом югославской армии Миланом Недичем, которое являлось вспомогательным органом оккупационной администрации и не имело международного признания. В условиях растущей опасности вступления в Белград советских и партизанских сил на чрезвычайном заседании в ночь на 4 октября 1944 года было решено перенести работу в город Кицбюэль в Тироле, куда на следующий день и выехал Недич. В конце 1944 года советские войска и партизаны полностью освободили территорию Сербии.
|          | Портрет      | Имя (годы жизни)                                  | Полномочия      | Полномочия     | Партия                      | Должность                                                       | Кабинет                              | Пр.                     |
| Начало   | Портрет      | Имя (годы жизни)                                  | Окончание       |                | Партия                      | Должность                                                       | Кабинет                              | Пр.                     |
| -------- | ------------ | ------------------------------------------------- | --------------- | -------------- | --------------------------- | --------------------------------------------------------------- | ------------------------------------ | ----------------------- |
| А (I—II) |              | Милан Ачимович (1898—1945) серб. Милан Аћимовић   | 30 апреля 1941  | 11 июля 1941   | Сербская радикальная партия | председатель Совета комиссаров серб. председник Савета комесара | Комиссариат                          | [ 78 ] [ 125 ]          |
| А (I—II) | 11 июля 1941 | Милан Ачимович (1898—1945) серб. Милан Аћимовић   | 29 августа 1941 |                | Сербская радикальная партия | председатель Совета комиссаров серб. председник Савета комесара | Комиссариат                          | [ 78 ] [ 125 ]          |
| Б        |              | генерал Милан Недич (1877—1946) серб. Милан Недић | 29 августа 1941 | 4 октября 1944 | независимый                 | председатель правительства серб. председник владе               | Правительство национального спасения | [ 105 ] [ 130 ] [ 131 ] |

## Правительство АСНОС (1944—1945)
Большая антифашистская народно-освободительная скупщина Сербии (серб. Велика антифашистичка народно-ослободилачка скупштина Србије), руководящий орган антифашистского партизанского движения Сербии в период Второй мировой войны, была созвана в Белграде с 9 по 12 ноября 1944 года. Она постановила признать верховным законодательным и исполнительным органом государственной власти Сербии Антифашистскую скупщину народного освобождения Сербии (серб. Антифашистичка скупштина народног ослобођења Србије, АСНОС) и избрала её первый состав, 18 ноября 1944 года сформировавший Председательство АСНОС (серб. Председништво Антифашистичке скупштине народног ослобођења Србије) с функциями правительства, под руководством Синиши Станковича.
|        | Портрет | Имя (годы жизни)                                    | Полномочия председателя Председательства АСНОС | Полномочия председателя Председательства АСНОС | Партия                            | Кабинет                | Пр.             |
| Начало | Портрет | Имя (годы жизни)                                    | Окончание                                      |                                                | Партия                            | Кабинет                | Пр.             |
| ------ | ------- | --------------------------------------------------- | ---------------------------------------------- | ---------------------------------------------- | --------------------------------- | ---------------------- | --------------- |
| 48     |         | Синиша Станкович (1892—1974) серб. Синиша Станковић | 9 ноября 1944                                  | 7 марта 1945                                   | Коммунистическая партия Югославии | Председательство АСНОС | [ 133 ] [ 134 ] |

## В составе Демократической Федеративной Югославии (1945)

Герб ДФЮ

29 ноября 1943 года в боснийском городе Яйце на второй сессии Антифашистского вече народного освобождения Югославии (АВНОЮ) было принято решение о строительстве после окончания Второй мировой войны демократического федеративного государства югославских народов под руководством Коммунистической партии Югославии. Были заложены основы федеративного устройства страны из 6 частей (Сербия, Хорватия, Босния и Герцеговина, Словения, Македония и Черногория).
7 марта 1945 года в Белграде было сформировано получившее международное признание временное правительство Демократической Федеративной Югославии во главе с Иосипом Броз Тито, в которое вошли и министры по делам каждого из составивших федерацию федеральных государств. Вскоре были сформированы правительства каждого из федеральных государств (9 апреля — Сербии, 14 апреля — Хорватии, 16 апреля — Македонии, 17 апреля — Черногории, 27 апреля — Боснии и Герцеговины, и 5 мая — Словении). В составе Демократической Федеративной Югославии Сербия получила название Федеральное Государство Сербия (серб. Федерална Држава Србија).
29 ноября 1945 года Учредительная скупщина Югославии окончательно ликвидировала монархию и провозгласила Федеративную Народную Республику Югославию, с преобразованием федеральных государств в народные республики, в числе которых была и Народная Республика Сербия.
|        | Портрет | Имя (годы жизни)                                   | Полномочия    | Полномочия      | Партия                                                             | Должность                                                                | Кабинет                                                                  | Пр.                     |
| Начало | Портрет | Имя (годы жизни)                                   | Окончание     |                 | Партия                                                             | Должность                                                                | Кабинет                                                                  | Пр.                     |
| ------ | ------- | -------------------------------------------------- | ------------- | --------------- | ------------------------------------------------------------------ | ------------------------------------------------------------------------ | ------------------------------------------------------------------------ | ----------------------- |
| 49     |         | Яков Проданович (1892—1989) серб. Јаков Продановић | 7 марта 1945  | 9 апреля 1945   | независимый                                                        | министр Сербии (во временном правительстве ДФЮ) серб. министар за Србију | министр Сербии (во временном правительстве ДФЮ) серб. министар за Србију | [ 139 ]                 |
| 50 (I) |         | Благое Нешкович (1907—1984) серб. Благоје Нешковић | 9 апреля 1945 | 19 февраля 1946 | Коммунистическая партия Югославии → Коммунистическая партия Сербии | председатель правительства серб. председник владе                        | Нешкович (I)                                                             | [ 105 ] [ 140 ] [ 141 ] |

## В составе ФНРЮ (1945—1963)
После провозглашения 29 ноября 1945 года Учредительной скупщиной Федеративной Народной Республики Югославии входившие в состав Демократической Федеративной Югославии государства были преобразованы в народные республики, в их числе и Народная Республика Сербия (серб. Народна Република Србија). Официально это название было принято 19 февраля 1946 года.
До 5 февраля 1953 года правительство Сербии возглавлял его председатель (сербохорв. Председник владе), затем в соответствии с конституционным законом оно получило название Исполнительное вече Народной скупщины Народной Республики Сербии (серб. Извршно веће Народне скупштине Народне Републике Србије), а его руководитель — Председатель Исполнительного веча (сербохорв. Председник Извршног већа).
|                                                     | Портрет        | Имя (годы жизни)                                    | Полномочия      | Полномочия                                                                      | Партия | Кабинет         | Пр.                     |
| Начало                                              | Портрет        | Имя (годы жизни)                                    | Окончание       |                                                                                 | Партия | Кабинет         | Пр.                     |
| --------------------------------------------------- | -------------- | --------------------------------------------------- | --------------- | ------------------------------------------------------------------------------- | --- | --------------- | ----------------------- |
| Председатели правительства                          |                |                                                     |                 |                                                                                 | |                 |                         |
| 50 (I—II)                                           |                | Благое Нешкович (1907—1984) серб. Благоје Нешковић  | 19 февраля 1946 | 22 ноября 1946                                                                  | Коммунистическая партия Сербии в коалиции с Югославской республиканской партией и представителями крестьянских и радикальных движений. | Нешкович (I)    | [ 105 ] [ 140 ] [ 141 ] |
| 50 (I—II)                                           | 22 ноября 1946 | Благое Нешкович (1907—1984) серб. Благоје Нешковић  | 5 сентября 1948 | Коммунистическая партия Сербии в коалиции с Югославской демократической партией | Нешкович—II |                 | [ 105 ] [ 140 ] [ 141 ] |
| 51 (I—II)                                           |                | Петар Стамболич (1912—2007) серб. Петар Стамболић   | 5 сентября 1948 | 10 апреля 1951                                                                  | Коммунистическая партия Сербии | Стамболич (I)   | [ 144 ] [ 145 ]         |
| 51 (I—II)                                           | 10 апреля 1951 | Петар Стамболич (1912—2007) серб. Петар Стамболић   | 5 февраля 1953  | Коммунистическая партия Сербии → Союз коммунистов Сербии                        | Стамболич (II) |                 | [ 144 ] [ 145 ]         |
| Председатели Исполнительного веча Народной скупщины |                |                                                     |                 |                                                                                 | |                 |                         |
| 51 (III)                                            |                | Петар Стамболич (1912—2007) серб. Петар Стамболић   | 5 февраля 1953  | 16 декабря 1953                                                                 | Союз коммунистов Сербии | Стамболич (III) | [ 144 ] [ 145 ]         |
| 52                                                  |                | Йован Веселинов (1906—1982) серб. Јован Веселинов   | 16 декабря 1953 | 6 апреля 1957                                                                   | Союз коммунистов Сербии | Веселинов       | [ 49 ] [ 144 ] [ 146 ]  |
| 53                                                  |                | Милош Минич (1914—2003) серб. Милош Минић           | 6 апреля 1957   | 9 июня 1962                                                                     | Союз коммунистов Сербии | Минич           | [ 40 ] [ 46 ] [ 147 ]   |
| 54                                                  |                | Слободан Пенезич (1918—1964) серб. Слободан Пенезић | 9 июня 1962     | 7 апреля 1963                                                                   | Союз коммунистов Сербии | Пенезич         | [ 144 ] [ 148 ]         |

## В составе СФРЮ (1963—1992)

Герб Сербии (1947—2004)

Вступившая в силу 7 апреля 1963 года новая конституция Югославии провозгласила страну социалистическим государством, в соответствии с чем его название было изменено на Социалистическая Федеративная Республика Югославия, а входившие в её состав республики получили название социалистических, включая Социалистическую Республику Сербию (серб. Социјалистичка Република Србија). Правительство Сербии получило название Исполнительное вече Скупщины Социалистической Республики Сербии (сербохорв. Извршно веће Скупштине Социјалистичке Републике Србије), название должности его руководителя стало — Председатель Исполнительного веча Скупщины (сербохорв. Председник Извршног већа Скупштине).
В 1974 году вслед за новой федеральной конституцией вступила в силу новая Конституция Сербии, сведшая к минимуму влияние республиканских властей в Социалистических автономных краях Воеводина и Косово (до 1968 года — Косово и Метохия) (в 1989 году Скупщина приняла поправки, напротив, лишавшие края признаков государственности и сохраняющими за ними лишь культурную автономию). Наконец, 28 сентября 1990 года была принята демократическая Конституция республики, кроме прочего изменившая название страны на Республика Сербия (серб. Република Србија), установившая пост Президента и ответственное перед Народной Скупщиной правительство во главе с председателем (серб. Председник владе), а также восстановившая многопартийную систему. Первым руководителем обновлённого правительства 11 февраля 1991 года стал академик Драгутин Зеленович. 27 апреля 1992 года Сербия вместе с Черногорией образовала Союзную Республику Югославию.
|                                            | Портрет      | Имя (годы жизни)                                        | Полномочия      | Полномочия                     | Партия                         | Выборы       | Кабинет     | Пр.             |
| Начало                                     | Портрет      | Имя (годы жизни)                                        | Окончание       |                                | Партия                         | Выборы       | Кабинет     | Пр.             |
| ------------------------------------------ | ------------ | ------------------------------------------------------- | --------------- | ------------------------------ | ------------------------------ | ------------ | ----------- | --------------- |
| Председатели Исполнительного веча Скупщины |              |                                                         |                 |                                |                                |              |             |                 |
| (54)                                       |              | Слободан Пенезич (1918—1964) серб. Слободан Пенезић     | 7 апреля 1963   | 6 ноября 1964                  | Союз коммунистов Сербии        | [ комм. 36 ] | Пенезич     | [ 144 ] [ 148 ] |
| и. о.                                      |              | Стеван Дороньски (1919—1981) серб. Стеван Дороњски      | 6 ноября 1964   | 17 ноября 1964                 | Союз коммунистов Сербии        | [ комм. 36 ] | Пенезич     | [ 102 ]         |
| 55                                         |              | Драги Стаменкович (1920—2004) серб. Драги Стаменковић   | 17 ноября 1964  | 6 июня 1967                    | Союз коммунистов Сербии        | [ комм. 36 ] | Стаменкович | [ 144 ]         |
| 56                                         |              | Джурица Йойкич (1914—1981) серб. Ђурица Јојкић          | 6 июня 1967     | 7 мая 1969                     | Союз коммунистов Сербии        | [ комм. 36 ] | Джюрица     | [ 153 ]         |
| 57                                         |              | Миленко Боянич (1924—1987) серб. Миленко Бојанић        | 7 мая 1969      | 6 мая 1974                     | Союз коммунистов Сербии        | [ комм. 36 ] | Боянич      | [ 154 ]         |
| 58                                         |              | Душан Чкребич (1927—2022) серб. Душан Чкребић           | 6 мая 1974      | 6 мая 1978                     | Союз коммунистов Сербии        | [ комм. 36 ] | Чкребич     | [ 155 ]         |
| 59                                         |              | Иван Стамболич (1936—2000) серб. Иван Стамболић         | 6 мая 1978      | 5 мая 1982                     | Союз коммунистов Сербии        | [ комм. 36 ] | Стамболич   | [ 156 ] [ 157 ] |
| 60                                         |              | Бранислав Иконич (1928—2002) серб. Бранислав Иконић     | 5 мая 1982      | 6 мая 1986                     | Союз коммунистов Сербии        | [ комм. 36 ] | Иконич      | [ 158 ]         |
| 61                                         |              | Десимир Евтич (1938—2017) серб. Десимир Јевтић          | 6 мая 1986      | 5 декабря 1989                 | Союз коммунистов Сербии        | [ комм. 36 ] | Евтич       | [ 159 ] [ 160 ] |
| 62                                         |              | Станко Радмилович (1936—2018) серб. Станко Радмиловић   | 5 декабря 1989  | 16 июля 1990                   | Союз коммунистов Сербии        | [ комм. 36 ] | Радмилович  | [ 161 ]         |
|                                            | 16 июля 1990 | Станко Радмилович (1936—2018) серб. Станко Радмиловић   | 11 февраля 1991 | Социалистическая партия Сербии |                                | [ комм. 36 ] | Радмилович  | [ 161 ]         |
| Председатели правительства                 |              |                                                         |                 |                                |                                |              |             |                 |
| 63                                         |              | Драгутин Зеленович (1928—2020) серб. Dragutin Zelenović | 11 февраля 1991 | 23 декабря 1991                | Социалистическая партия Сербии | 1990         | Зеленович   | [ 152 ] [ 162 ] |
| 64                                         |              | Радоман Божович (1953—) серб. Радоман Божовић           | 23 декабря 1991 | 27 апреля 1992                 | Социалистическая партия Сербии | 1990         | Божович     | [ 163 ]         |

## В составе СРЮ (1992—2003)
Приняв 27 апреля 1992 года новую союзную конституцию, Сербия вместе с Черногорией образовала Союзную Республику Югославию, которая 14 февраля 2003 года была преобразована в Государственный союз Сербии и Черногории, представлявший собой конфедерацию независимых государств.
|                            | Портрет       | Имя (годы жизни)                                    | Полномочия      | Полномочия | Партия                                                                                    | Выборы | Кабинет        | Пр.                     |
| Начало                     | Портрет       | Имя (годы жизни)                                    | Окончание       | | Партия                                                                                    | Выборы | Кабинет        | Пр.                     |
| -------------------------- | ------------- | --------------------------------------------------- | --------------- | --- | ----------------------------------------------------------------------------------------- | --- | -------------- | ----------------------- |
| Председатели правительства |               |                                                     |                 | |                                                                                           | |                |                         |
| 64                         |               | Радоман Божович (1953—) серб. Радоман Божовић       | 27 апреля 1992  | 10 февраля 1993 | Социалистическая партия Сербии                                                            | [ комм. 41 ]                                                                                                | Божович        | [ 163 ]                 |
| 65                         |               | Никола Шаинович (1948—) серб. Никола Шаиновић       | 10 февраля 1993 | 15 марта 1994 | Социалистическая партия Сербии                                                            | 1992 | Шаинович       | [ 167 ] [ 168 ]         |
| 66 (I—II)                  |               | Мирко Марьянович (1937—2006) серб. Мирко Марјановић | 15 марта 1994   | 24 марта 1998 | Социалистическая партия Сербии в коалиции с «Новой демократией» и «Югославскими левыми»   | 1993 | Марьянович (I) | [ 169 ]                 |
| 66 (I—II)                  | 24 марта 1998 | Мирко Марьянович (1937—2006) серб. Мирко Марјановић | 25 октября 2000 | Социалистическая партия Сербии в коалиции с Сербской радикальной партией, «Новой демократией» и «Югославскими левыми» | 1997                                                                                      | Марьянович (II)                                                                                             |                | [ 169 ]                 |
| 67                         |               | Миломир Минич (1950—) серб. Миломир Минић           | 25 октября 2000 | 25 января 2001 | 1997                                                                                      | Социалистическая партия Сербии в коалиции с «Демократической альтернативой» и Сербским движением обновления | Минич          | [ 170 ]                 |
| 68                         |               | Зоран Джинджич (1952—2003) серб. Зоран Ђинђић       | 25 января 2001  | 4 февраля 2003 | Демократическая партия в составе коалиции из 18 партий «Демократическая оппозиция Сербии» | 2000 | Джинджич       | [ 171 ] [ 172 ] [ 173 ] |

## В составе Государственного союза (2003—2006)
14 марта 2002 года Сербия и Черногория пришли к соглашению о сотрудничестве только в некоторых политических областях (например, оборонительный союз и международное представительство). 4 февраля 2003 года было принято Конституционное уложение Государственного Союза Сербии и Черногории (серб. Државна заједница Србија и Црна Гора). Каждое государство имело своё собственное законодательство и экономическую политику, а позже — валюту, таможню и другие государственные атрибуты. Союз официально не имел общей столицы — хотя большинство правительственных органов находилось в столице Сербии Белграде, некоторые были переведены в столицу Черногории Подгорицу.
|                            | Портрет | Имя (годы жизни)                                   | Полномочия     | Полномочия    | Партия | Выборы | Кабинет       | Пр.                     |
| Начало                     | Портрет | Имя (годы жизни)                                   | Окончание      |               | Партия | Выборы | Кабинет       | Пр.                     |
| -------------------------- | ------- | -------------------------------------------------- | -------------- | ------------- | --- | ------ | ------------- | ----------------------- |
| Председатели правительства |         |                                                    |                |               | |        |               |                         |
| (68)                       |         | Зоран Джинджич (1952—2003) серб. Зоран Ђинђић      | 4 февраля 2003 | 12 марта 2003 | Демократическая партия в составе коалиции «Демократическая оппозиция Сербии»                                                                          | 2000   | Джинджич      | [ 171 ] [ 172 ] [ 173 ] |
| и. о.                      |         | Небойша Чович (1958—) серб. Небојша Човић          | 12 марта 2003  | 17 марта 2003 | Демократическая альтернатива в составе коалиции «Демократическая оппозиция Сербии»                                                                    | 2000   | Джинджич      | [ 176 ] [ 177 ]         |
| и. о.                      |         | Жарко Корач (1947—) серб. Жарко Кораћ              | 17 марта 2003  | 18 марта 2003 | Социал-демократический союз в составе коалиции «Демократическая оппозиция Сербии»                                                                     | 2000   | Джинджич      | [ 178 ]                 |
| 69                         |         | Зоран Живкович (1960—) серб. Зоран Живковић        | 18 марта 2003  | 3 марта 2004  | Демократическая партия в составе коалиции «Демократическая оппозиция Сербии»                                                                          | 2000   | Живкович      | [ 179 ] [ 180 ] [ 181 ] |
| 70 (I)                     |         | Воислав Коштуница (1944—) серб. Војислав Коштуница | 3 марта 2004   | 5 июня 2006   | Демократическая партия Сербии в коалиции с партией «Новая демократия», Сербским движением обновления, партией «Г17+» и Социал-демократической партией | 2003   | Коштуница (I) | [ 182 ] [ 183 ] [ 184 ] |

## Период независимости (с 2006)
21 мая 2006 года в Черногории был проведён референдум о национальной независимости. По его результатам 3 июня 2006 года была провозглашена национальная независимость Черногории, вскоре признанная Сербией, что означало распад Государственного Союза Сербии и Черногории.
|                            | Портрет | Имя (годы жизни)                                   | Полномочия | Полномочия | Партия | Выборы | Кабинет | Пр.                             |
| Начало                     | Портрет | Имя (годы жизни)                                   | Окончание | | Партия | Выборы | Кабинет | Пр.                             |
| -------------------------- | --- | -------------------------------------------------- | --- | --- | --- | --- | --- | ------------------------------- |
| Председатели правительства | |                                                    | | | | | |                                 |
| 70 (I—II)                  | | Воислав Коштуница (1944—) серб. Војислав Коштуница | 5 июня 2006 | 15 мая 2007 | Демократическая партия Сербии в коалиции с партией «Новая демократия», Сербским движением обновления, партией «Г17+» и Социал-демократической партией | [ комм. 48 ] | Коштуница (I) | [ 182 ] [ 183 ] [ 184 ]         |
| 70 (I—II)                  | 15 мая 2007 | Воислав Коштуница (1944—) серб. Војислав Коштуница | 7 июля 2008 | Демократическая партия Сербии в коалиции с партией «Новая демократия», Демократической партией и партией «Г17+»                                                                                      | 2007 | Коштуница (II) | | [ 182 ] [ 183 ] [ 184 ]         |
| 71                         | | Мирко Цветкович (1950—) серб. Мирко Цветковић      | 7 июля 2008 | 27 июля 2012 | независимый при поддержке коалиции «За европейскую Сербию» | 2008 | Цветкович | [ 187 ] [ 188 ] [ 189 ]         |
| 72                         | | Ивица Дачич (1966—) серб. Ивица Дачић              | 27 июля 2012 | 27 апреля 2014 | Социалистическая партия Сербии в коалиции с Сербской прогрессивной партией, Партией объединённых пенсионеров Сербии, Единственной Сербией, Объединёнными регионами Сербии, Социал-демократической партией Сербии, Новой Сербией и Партией демократического действия Санджака                                                                                                 | 2012 | Дачич | [ 190 ] [ 191 ] [ 192 ]         |
| 73 (I—II)                  | | Александар Вучич (1970—) серб. Александар Вучић    | 27 апреля 2014 | 11 августа 2016 | Сербская прогрессивная партия в коалиции с Социалистической партией Сербии, Социал-демократической партией, Движением социалистов, Новой Сербией и независимыми политиками | 2014 | Вучич (I) | [ 193 ] [ 194 ] [ 195 ]         |
| 73 (I—II)                  | 11 августа 2016 | Александар Вучич (1970—) серб. Александар Вучић    | 31 мая 2017 | Сербская прогрессивная партия в коалиции с Социалистической партией Сербии, Социал-демократической партией, Движением социалистов, Партией объединённых пенсионеров Сербии и независимыми политиками | 2016 | Вучич (II) | | [ 193 ] [ 194 ] [ 195 ]         |
| и. о.                      | | Ивица Дачич (1966—) серб. Ивица Дачић              | 31 мая 2017 | 29 июня 2017 | 2016 | Вучич (II) | Социалистическая партия Сербии в коалиции с Сербской прогрессивной партией, Социал-демократической партией, Движением социалистов, Партией объединённых пенсионеров Сербии и независимыми политиками                                                          | [ 190 ] [ 191 ] [ 192 ]         |
| 74 (I—III)                 | | Ана Брнабич (1975—) серб. Ана Брнабић              | 29 июня 2017 | 20 октября 2020 | 2016 | независимый с участием Сербской прогрессивной партии, Социалистической партии Сербии, Социал-демократической партии, Движения социалистов, Партии объединённых пенсионеров Сербии и Сербской народной партии | Брнабич (I) | [ 196 ] [ 197 ] [ 198 ] [ 199 ] |
|                            | Сербская прогрессивная партия в коалиции с Социалистической партией Сербии, Социал-демократической партией, Движением социалистов, Партией объединённых пенсионеров Сербии и Сербской народной партией | Ана Брнабич (1975—) серб. Ана Брнабић              | 29 июня 2017 | 20 октября 2020 | 2016 | | Брнабич (I) | [ 196 ] [ 197 ] [ 198 ] [ 199 ] |
| 20 октября 2020            | 26 октября 2022 | Ана Брнабич (1975—) серб. Ана Брнабић              | Сербская прогрессивная партия в коалиции с Социалистической партией Сербии, Социал-демократической партией, Движением социалистов, Сербским патриотическим союзом и Партией объединённых пенсионеров Сербии и Сербской народной партией                       | 2020 | Брнабич (II) | | | [ 196 ] [ 197 ] [ 198 ] [ 199 ] |
| 26 октября 2022            | 20 марта 2024 | Ана Брнабич (1975—) серб. Ана Брнабић              | Сербская прогрессивная партия в коалиции с Социалистической партией Сербии, партией «Единственная Сербия», Партией объединённых пенсионеров Сербии, Демократическим союзом хорватов Воеводины, Санджакской демократической партией и независимыми политиками. | 2022 | Брнабич (III) | | | [ 196 ] [ 197 ] [ 198 ] [ 199 ] |
| и. о.                      | | Ивица Дачич (1966—) серб. Ивица Дачић              | 20 марта 2024 | 2022 | Брнабич (III) | 2 мая 2024 | Социалистическая партия Сербии в коалиции с Сербской прогрессивной партией, партией «Единственная Сербия», Партией объединённых пенсионеров Сербии, Демократическим союзом хорватов Воеводины, Санджакской демократической партией и независимыми политиками. | [ 190 ] [ 191 ] [ 192 ]         |
| 75                         | | Милош Вучевич (1974—) серб. Милош Вучевић          | 2 мая 2024 | 16 апреля 2025 | Сербская прогрессивная партия в коалиции с Социалистической партией Сербии, Движением социалистов, Партией объединённых пенсионеров, фермеров и пролетариев Сербии — Солидарность и справедливость, Сербской партией «Заветники», Демократическим союзом хорватов в Воеводине, Социал-демократической партией, Партией справедливости и примирения и независимыми политиками | 2023 | Вучевич | [ 200 ] [ 201 ]                 |
| 76                         | | Джуро Мацут (1963—) серб. Ђуро Мацут               | 16 апреля 2025 | действующий | независимый при поддержке Движения за народ и государство, при участии в правительстве Сербской прогрессивной партии, Социалистической партии Сербии, Партии объединённых пенсионеров, фермеров и пролетариев Сербии — Солидарность и справедливость, Сербской партии «Заветники», Социал-демократической партии, Партии справедливости и примирения и независимых политиков | 2023 | Мацут | [ 202 ] [ 203 ]                 |

## Правительства Воеводины и Косова
Согласно Конституции Сербии, в её состав входят автономные края Воеводина и Косово и Метохия (основная территория которого в настоящее время контролируется не признаваемой Сербией Республикой Косово). Правительства, работавшие на территории краёв, история их создания и взаимоотношений с центральными сербскими правительствами, рассмотрена в отдельных статьях Список глав правительства Воеводины и Список глав правительства Косова.